# بریستول چروب
بریستول چروب (به انگلیسی: Bristol Cherub) یک هواگرد ساختِ کارخانهٔ بریستول ایروپلین در کشور بریتانیا است.

## انواع

### کروب اول
نسخه اولیه درایو مستقیم در سال ۱۹۲۳ معرفی شد. سوراخ و کورس ۳٫۳۵ در ۳٫۸ اینچ (۸۵ میلی‌متر × ۹۷ میلی‌متر) برای جابجایی 67 cu in (1.095 L). ۳۲ اسب بخار (۲۴ کیلووات) در ۲۵۰۰ دور در دقیقه.

### کروب دوم
نسخه کاهش یافته (2:1) Cherub I.

### کروب سوم
یک نسخه درایو مستقیم بهبود یافته و کمی بزرگتر (۱٫۲۲۸ لیتر) که در سال ۱۹۲۵ معرفی شد.